# Schwebebussard

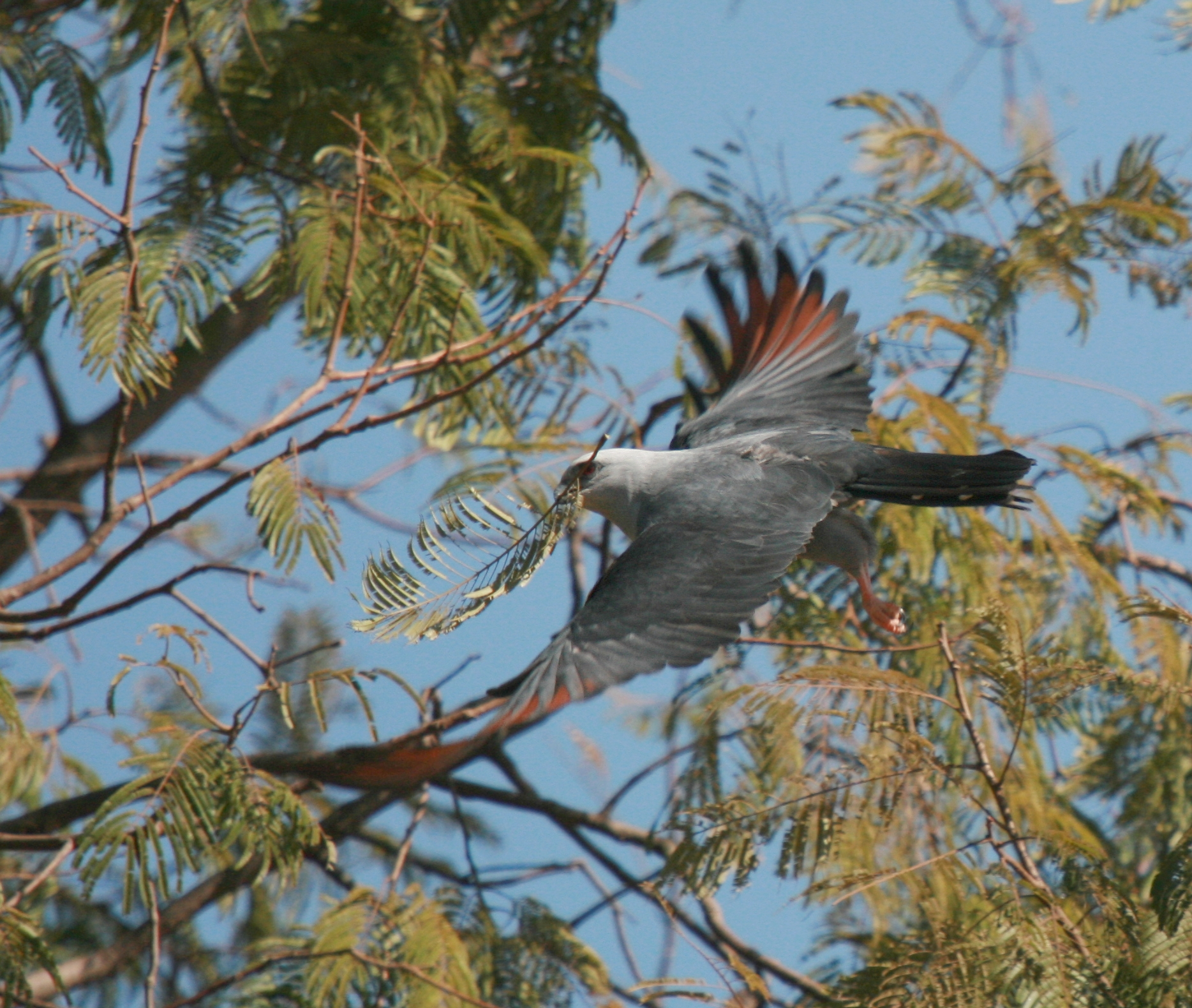
Schwebebussard mit Nistmaterial im Flug

Der Schwebebussard (Ictinia plumbea), früher als Schwebeweih bezeichnet, ist eine kleine Greifvogelart aus der Unterfamilie der Bussardartigen (Buteoninae), deren Verbreitungsgebiet sich vom äußersten Süden Nordamerikas über die nördliche Hälfte Südamerikas erstreckt. Er besiedelt Waldränder und offene Waldlandschaften und ernährt sich hauptsächlich von Insekten, die von einer Warte aus im Flug gefangen werden.

## Beschreibung
Der Schwebebussard ist mit einer Körperlänge von 29 bis 38 cm und einer Flügelspannweite von 70 bis 85 cm in den Maßen etwa mit einem Baumfalken vergleichbar. Männchen wiegen zwischen 190 und 267 g, Weibchen zwischen 232 und 280 g. Er wirkt falkenartig mit kurzem Schnabel, langen Flügeln, eckigem Schwanz und kurzen Beinen. Die Geschlechter unterscheiden sich kaum. Das Weibchen ist lediglich bis zu 2 % größer, aber bis zu 12 % schwerer als das Männchen. Eine geografische Variation wird nicht beschrieben.
Bei adulten Vögeln ist die Partie um das Auge schwärzlich, die Iris orangegelb bis rot. Die Wachshaut ist schwärzlich-grau. Kopf und Unterseite sind hell schiefergrau mit weißlich aufgehelltem Scheitel und Kehle. Die übrige Oberseite ist dunkel bis schwärzlich-schiefergrau. Die inneren Armschwingen sind heller und die Handschwingen im Mittelteil rötlich, so dass im Flug zwei auffällig rötliche Felder zu sehen sind. Die dunklen Steuerfedern tragen zwei weiße Querbinden, die von unterseits auffällig, von oberseits eher gepunktet und von den einfarbigen mittleren Steuerfedern unterbrochen sind. Beine und Füße sind gelborange bis rötlich-orange.
Bei Vögeln im Jugendkleid ist die Iris braun, später gelb, die Wachshaut grünlich-gelb. Sie sind oberseits insgesamt schwärzlich-schiefergrau. Davon heben sich aber ein weißlicher Überaugenstreif über der dunklen Augenpartie, weiße Säume auf Oberkopf und Nacken, schmalere beige Säume an Rücken- und Flügelgefieder sowie weiße Spitzen des Großgefieders ab. Auf den Flügeln kann schon ein rötlicher Anstrich der Handschwingenfelder vorhanden sein. Die Unterseite ist cremeweiß mit kräftiger, schwärzlicher Strichelung. Die Beine und Füße sind gelborange.
Schwebebussarde sitzen oft mehr oder weniger hoch und offen auf kahlen Ästen und sind dabei wenig scheu, manchmal suchen sie aber auch eher die Deckung. Der Flug wirkt lässig und lebhaft mit langsamen, elastischen Flügelschlägen sowie häufigen Gleit- und Segelphasen mit aufgespreizten Steuerfedern.

## Stimme
Die Art ist außerhalb der Brutzeit wenig ruffreudig. Im Brutrevier ist jedoch ein zwei- oder dreisilbiges, klagendes Pfeifen zu vernehmen, das am Ende in der Tonhöhe abfällt und sich als swi-siii oder fi-diii wiedergeben lässt. Es erinnert stark an den Gesang des Kurzschnabel-Maskentyranns (Legatus leucophaius). Außerdem werden ein schrill pfeifendes schierieeeer oder sissiiiooo beschrieben oder Rufreihen, die wie hie-hiee hie-hiee oder jip-jip klingen.

## Verbreitung und Bestand
Das neotropische Verbreitungsgebiet des Schwebebussards reicht in Mexiko vom südlichen Tamaulipas und östlichen San Luis Potosí über Veracruz, den Norden von Oaxaca und Chiapas bis auf die Halbinsel Yucatán, es erstreckt sich von dort über Zentralamerika südwärts bis in den Westen Ecuadors. Östlich der Anden reicht es von Kolumbien, Venezuela und Guayana südwärts bis in den Osten Ecuadors, den Nordosten Perus, nach Bolivien, in den Norden Argentiniens, nach Paraguay und ins südöstliche Brasilien. Außerdem kommt der Schwebebussard auf Trinidad vor.
Die Art gehört zu den regelmäßig zu beobachtenden und ist in Südamerika meist häufig. In Französisch-Guayana werden Dichten von 9 Individuen pro 100 km² erreicht. Zum Weltbestand liegen keine verlässlichen Zahlen vor. Jedoch lassen allein die Trupps von bis zu mehreren hundert Vögeln, die jährlich durch Panama ziehen, schon für das südöstliche Mexiko fünfstellige Bestandszahlen vermuten. Insgesamt könnte der Bestand zwischen 500.000 und 5 Millionen Vögeln liegen.
Die Art wird daher als nicht bedroht eingestuft. Lokal kann die zunehmende Zerstörung und Zersiedelung von Wäldern eine Bedrohung darstellen wie beispielsweise die der atlantischen Regenwälder in Argentinien und Panama.

## Lebensraum

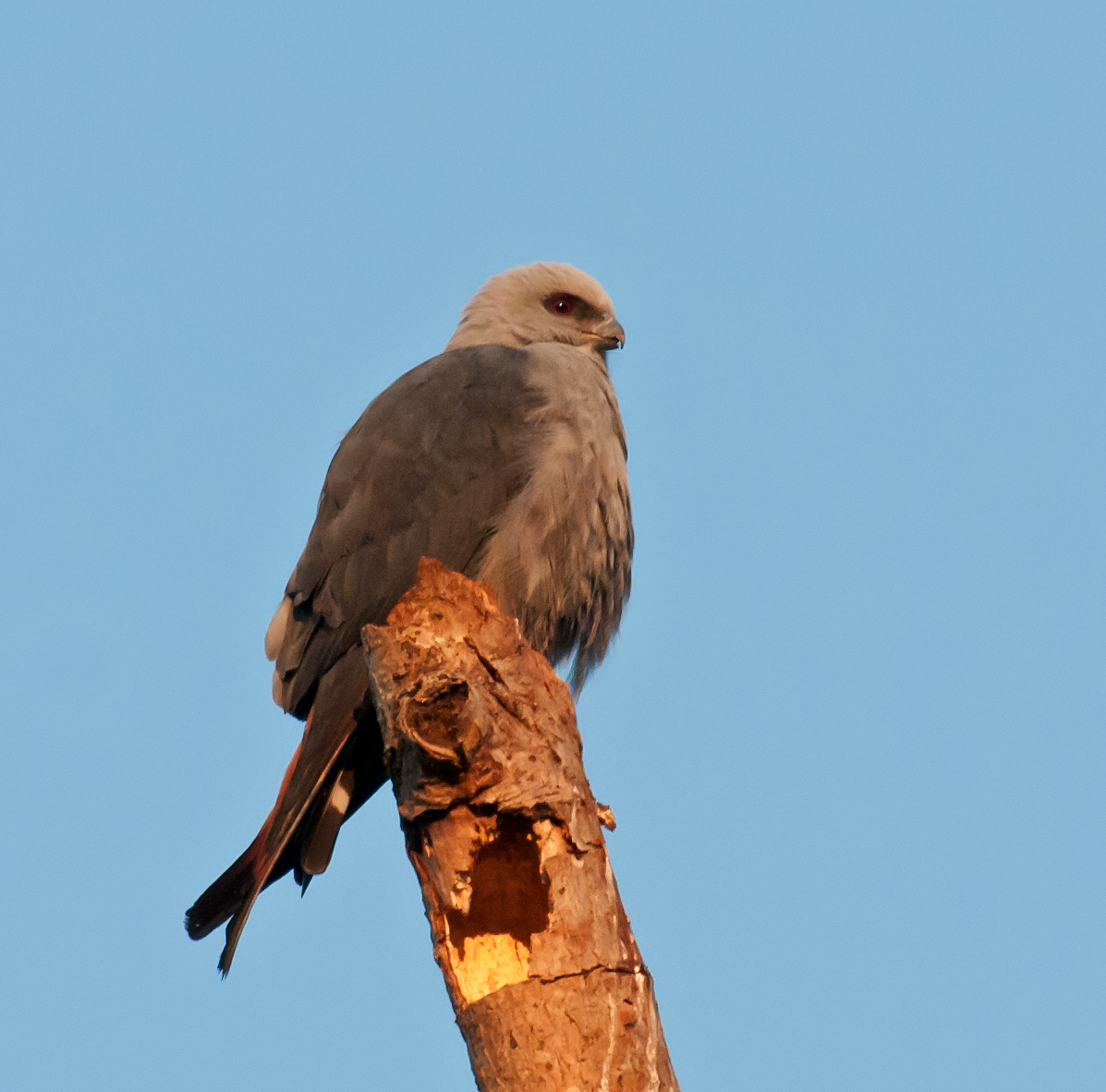
Schwebebussard auf einem Ansitz

Der Schwebebussard bewohnt Waldränder, offene und halboffene Waldlandschaften unterschiedlichen Typs, die vorwiegend im Tiefland der tropischen und subtropische Zone gelegen sind. Dazu zählen Galeriewälder, Sekundärbewuchs, palmenbestandenes Grasland, die halboffenen Übergangslandschaften des Gran Chaco und Mangrovenwälder. Die Art kommt oft in Feuchtgebieten und Gewässernähe, kaum aber im Inneren geschlossener Waldgebiete vor. Sie besiedelt auch Mosaike aus Kulturlandschaft und Primärwäldern. Die Höhenverbreitung liegt zwischen Meereshöhe und 2600 m, wobei die Art vorwiegend in Höhen unter 1200 m vorkommt.

## Ernährung
Der Schwebebussard ernährt sich hauptsächlich von Großinsekten wie Zikaden, Libellen, Käfern, Schmetterlingen oder Heuschrecken, aber auch schwärmenden Arten wie Termiten, Ameisen oder Bienen. Sie werden überwiegend im Flug erbeutet. Der Anteil an Insekten an der Beute kann über 90 % liegen, darüber hinaus kommen baumlebende Eidechsen, Frösche, Schlangen, Kleinvögel oder Fledermäuse, seltener Schnecken hinzu. Möglicherweise steigt ihr Anteil an, wenn die Jungen gefüttert werden müssen.
Die Jagd erfolgt im Flug oder von einem Ansitz aus. Manche Beutetiere werden aber auch aus dem Blätterwerk geschnappt. Oft wird in der Morgen- oder Abenddämmerung gejagt. Einmal wurde ein Paar bei der gemeinschaftlichen Jagd auf Schwalben beobachtet. In Brasilien jagte ein Paar über Stunden in Gesellschaft von Marmosettäffchen, die die massenhaft auftretenden Zikaden aufscheuchten. Attraktiv können Waldbrandflächen sein, auf denen sich flüchtende Eidechsen jagen lassen. Anscheinend werden auch gelegentlich verletzte Vögel gegriffen.
Der Jagderfolg liegt bei über 60 % der versuchten Fangflüge, wobei die Flugjagd meist effektiver ist als die Jagd von einem Ansitz aus.

## Fortpflanzung
Die Brutzeit liegt im Norden der Verbreitung zwischen März und August, in Trinidad zwischen Februar und Juni, am Äquator zwischen Januar und Mai sowie zwischen Juli und Oktober, im Süden aber zwischen September und Februar.
Die Flugbalz besteht aus meist stillen Segel- und Sturzflügen, zudem hört man im Nestbereich gelegentliche Rufe. Das Nest steht zwischen 13 und 36 m hoch auf dicken Ästen, in Astgabeln oder auf verwachsenen Epiphyten in einzeln stehenden Bäumen oder Emergenten. Es ist meist flach, aber voluminös und besteht aus Zweigen sehr unterschiedlicher Dicke. Das Gelege besteht meist aus einem, seltener aus zwei Eiern, die zwischen 32 und 33 Tage lang bebrütet werden. Die Nestlingszeit beträgt 38 bis 41 Tage. Beide Partner beteiligen sich zu gleichen Teilen an Brut und Aufzucht.
In Guatemala lag der Schlüpferfolg an 19 beobachteten Horsten bei 58 %. 64 % der Jungvögel flogen aus und 37 % der Bruten waren insgesamt erfolgreich.

## Wanderungen
Der Schwebebussard ist in Südamerika überwiegend Stand- oder Strichvogel. Nördliche und südliche Populationen ziehen jedoch in unbekannte Winterquartiere, die östlich der Anden gelegen sind. Die Vögel aus Mexiko, Mittelamerika und Trinidad ziehen zwischen August und September fort und kehren zwischen Februar und März in die Brutgebiete zurück. Die Populationen in Nordargentinien, im südlichen Paraguay und im südöstlichen Brasilien räumen ihre Brutgebiete zwischen Februar und September und überwintern nördlich derselben.
Auf dem Zug ist die Art sehr gesellig. In Panama können sich Trupps von 70 bis 100 Vögeln bilden, in Argentinien wurden Höchstzahlen von 40 bis 50 vermerkt. Die Art vergesellschaftet sich dann auch mit dem Schwalbenweih.

## Etymologie und Forschungsgeschichte
Die Erstbeschreibung des Schwebebussards erfolgte 1788 durch Johann Friedrich Gmelin unter dem wissenschaftlichen Namen Falco plumbeus. Als Verbreitungsgebiet gab er Cayenne an. 1816 führte Louis Pierre Vieillot die für die Wissenschaft neue Gattung Ictinia für den Schwebebussard ein. Dieser Begriff leitet sich von ικτιν, ικτινος iktin, iktinos für Milan ab.  Der Artname plumbea hat seinen Ursprung in lateinisch plumbeus, plumbum ‚bleihaltig, bleifarben, bleiern‘. Die 1921 von Waldron DeWitt Miller und Ludlow Griscom beschriebene Unterart Ictinia plumbea vagans aus Nicaragua wird heute als Synonym zur Nominatform betrachtet. Vagans steht für lateinisch vagans, vagantis, vagare ‚wandernd, wandern‘. Alfred Laubmann  hatte für seine Analyse für sein Werk Die Vögel von Paraguay nur ein Balg aus dem Nueva Germania zur Verfügung, sah aber keinen Unterschied zu Exemplaren aus anderen Ländern. Er sah die Art als weit über Südamerika verbreitet an.